# Shady Grove (Metro de Washington)
Shady Grove es una estación en la línea Roja del Metro de Washington y es administrada por la Autoridad de Tránsito del Área Metropolitana de Washington. La estación se encuentra localizada en Derwood, en el condado de Montgomery, Maryland entre Redland Road cerca de la Ruta de Maryland 355 (Frederick Road), en el extremo de la Interestatal 370.
Shady Grove abastece a las ciudades de Rockville y Gaithersburg, Maryland, al igual que el noreste del condado de Montgomery , condado de Frederick, y otros puntos al norte.  